# 锦葵花素
锦葵花素也叫锦葵素、锦葵色素，是一种O-甲基化花青素和翠雀花素的3',5'-甲氧基衍生物。作为一种植物的主要色素，大自然中有很多它的糖苷。

## 自然出现
报春花属多花报春类（P. polyantha）植物花瓣的蓝色是锦葵花素所致。蓝琉璃繁缕（Anagallis monelli）的蓝花也含有相当多的锦葵花素。
红葡萄酒的红色主要由锦葵花素所致，其中酿酒葡萄会制造它。它也出现于其他莓中，如蓝莓（高大越橘，Vaccinium corymbosum）和萨斯卡通莓（Amelanchier alnifolia）。

## 化学性质
锦葵花素的微酸性和中性溶液呈红色，而碱性溶液呈蓝色。
锦葵花素分解会释出丁香酸。